# 秦石竹
秦 石竹（はた の いわたけ、生没年不詳）は、奈良時代後期の官人。秦足国の子。名は伊波太気とも記される。姓は伊美吉（忌寸）。官位は外従五位下・播磨介。秦足長の父。

## 経歴
『万葉集』によると、天平感宝元年5月9日（749年5月29日）に「諸僚」（越中国府の役人）が当時、越中少目であった石竹の館で宴を行い、主人である石竹が百合の花縵3枚を作り、豆器（高杯）に重ね載せ、賓客に贈呈しており、その際にその花縵を題材として、越中守であった大伴家持・越中介であった内蔵縄麻呂が合わせて3首の歌を詠んでいる。同年（天平勝宝元年）12月頃、同じく少目の石竹の館の宴にて、家持が詠んだ歌が1首見える。翌天平勝宝2年10月16日（750年11月19日）に、朝集使として都に向かう石竹への餞別として、国守の家持が贈った歌も存在する。
称徳朝の天平宝字8年（764年）10月、藤原仲麻呂の乱後の論功で、弓削耳高・田部男足・秦智麻呂・内蔵若人・美努奥麻呂・大原家主・津真麻呂・雀部兄子・丈部不破麻呂・建部人上・桑原足床らとともに正六位上から外従五位下に叙せられている。
その後しばらく記録が途絶えるが、光仁朝の宝亀年間（770年 - 780年）には飛騨守・播磨守大伴潔足の播磨介と、同じく地方行政に携わっている。

## 官歴
注記のないものは『続日本紀』による。
- 天平感宝元年（749年）5月9日：見越中少目。天平勝宝元年12月：同（『万葉集』による）
- 天平勝宝2年（750年）10月16日に：見越中少目兼朝集使（『万葉集』による）
- 時期不詳：正六位上
- 天平宝字8年（764年）10月7日：外従五位下。
- 宝亀5年（774年）3月5日：飛騨守
- 宝亀7年（776年）3月6日：播磨介